# Vår Frelsers gravlund
Il Vår Frelsers gravlund (Cimitero del Salvatore in norvegese) è un cimitero a parco nel centro di Oslo, sito nel quartiere di Gamle Aker. Esteso su un'area di 8,6 ha, fu consacrato dal vescovo Frederik Julius Bech il 17 giugno 1808. Vi sono sepolte molte note personalità norvegesi, parte nel settore d'onore (æreslund) e parte altrove.
Il cimitero entrò in uso nell'estate stessa della sua consacrazione, quando vi fu sepolta Anna Lange Thulesius, vedova di un pastore della Chiesa di Norvegia. Da allora e fino al 1833 il Vår Frelsers gravlund fu l'unico cimitero civile della città, mentre i militari erano sepolti nel Cimitero del Cristo.
Più di 4 500 lapidi sono beni soggetti a conservazione, e pertanto non vengono rimosse neanche dopo la scadenza della concessione. Anche quelle che non rientrano in tale categoria, però, non possono essere sostituite da cenotafi moderni. Il divieto ha lo scopo di preservare le caratteristiche d'insieme del cimitero.
Il Vår Frelsers gravlund è incluso sia dal comune sia dal Riksantikvaren nel registro dei beni del patrimonio culturale.

## Storia

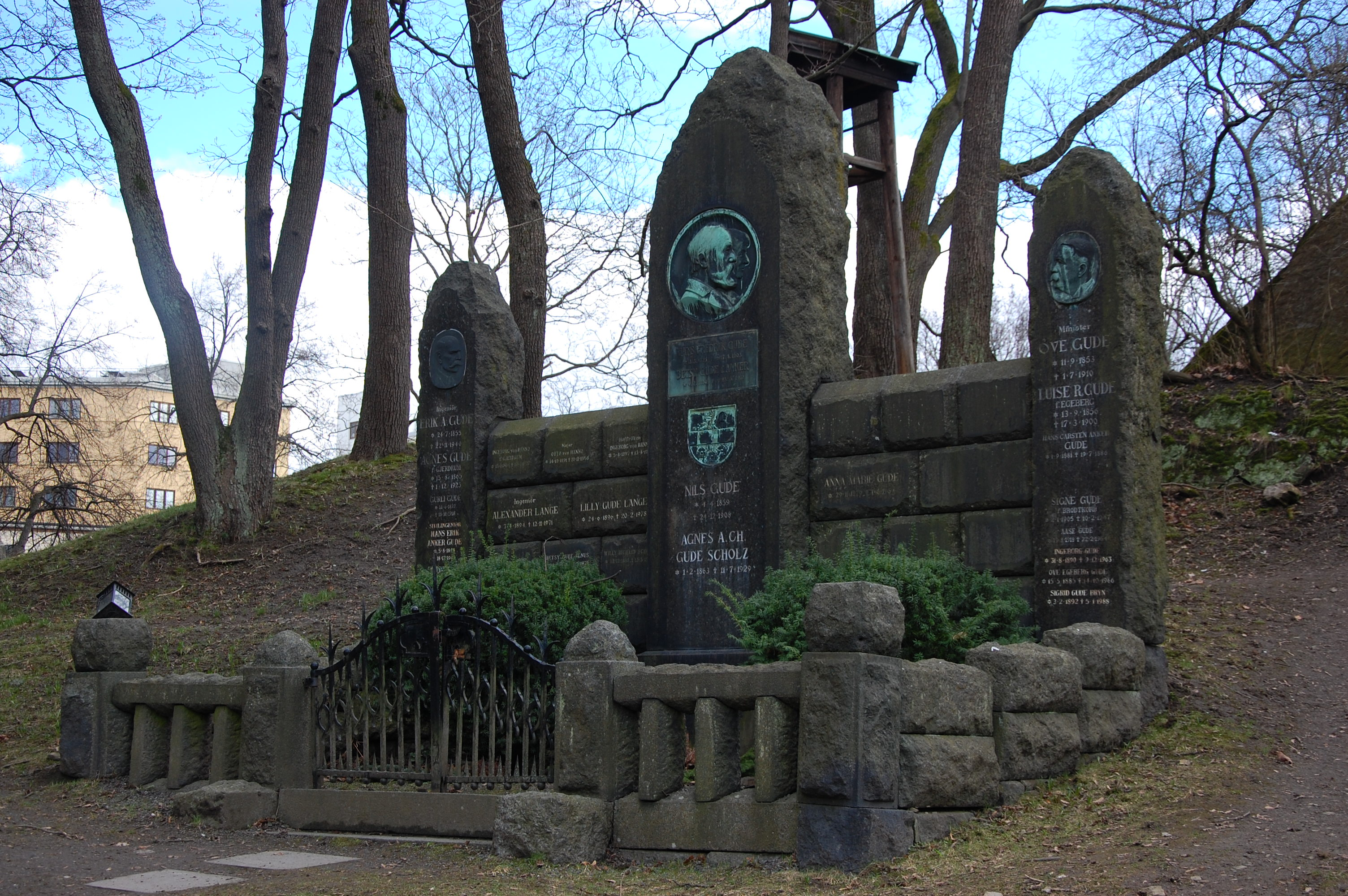
Tomba di famiglia di Hans Gude

Nel 1833 furono costruiti a Oslo vari cimiteri che assunsero la funzione di luoghi di sepoltura ordinari della città. Coloro che non potevano permettersi una concessione al Vår Frelsers gravlund erano sepolti altrove. Sorse così una distinzione di classe, il cimitero acquistò un marchio d'esclusività e vi furono costruite molte maestose tombe di famiglia.
Nel 1903 il Vår Frelsers gravlund entrò in funzione come cimitero d'onore, accogliendo per prime le spoglie del pittore Hans Gude. Pochi anni dopo (1911) era già pieno, e nuove tombe vi furono scavate solo dove la concessione era scaduta. Nel 1952 lo scavo delle sepolture cessò del tutto, ma era ancora possibile ricorrere alle tombe di famiglia dove vi fosse posto.

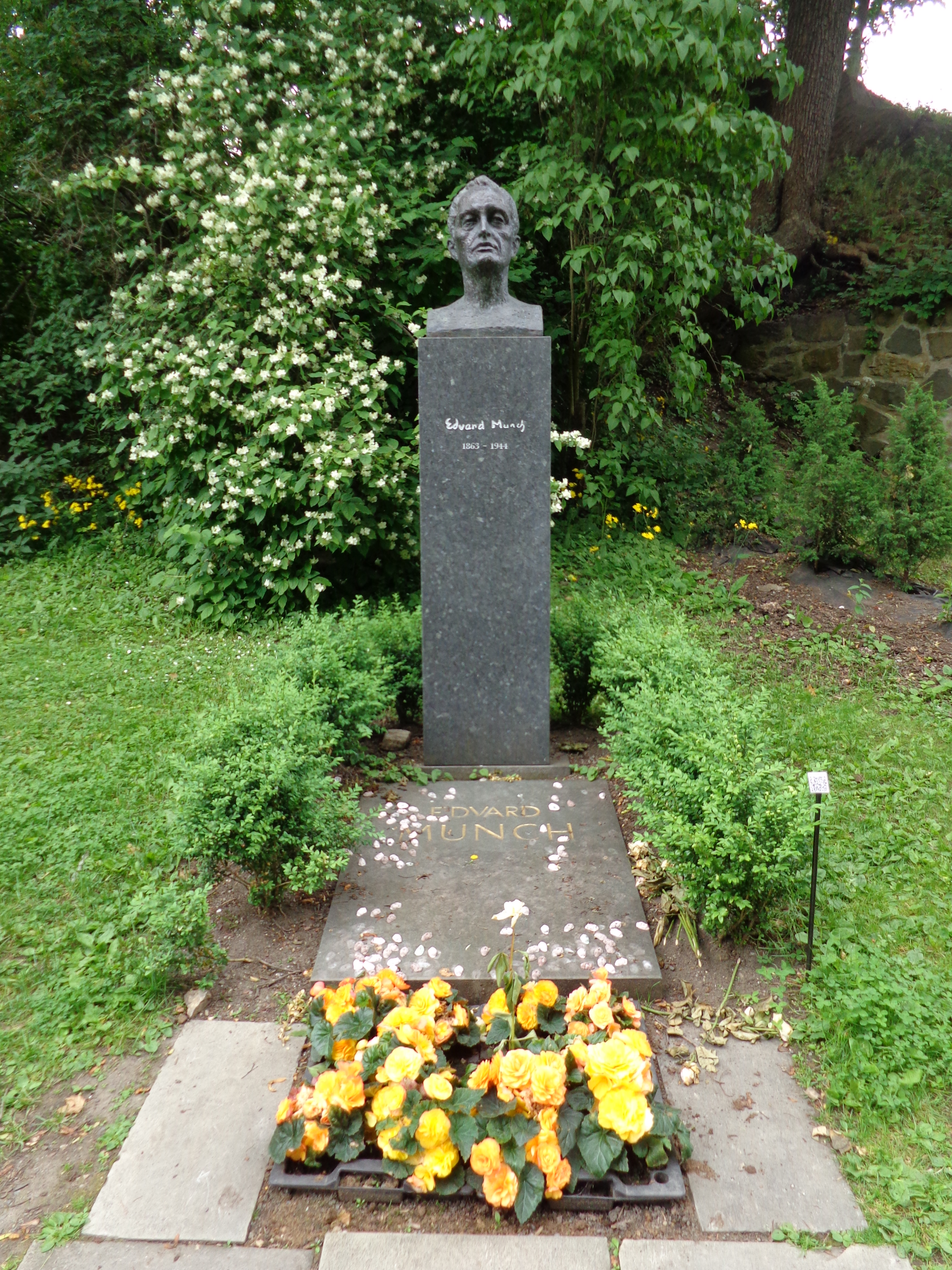
Tomba di Edvard Munch

Negli anni successivi, a causa della scarsa adeguatezza del terreno, non furono più accettata l'inumazione delle bare ma solo delle urne. Dal 2006 divenne possibile anche scavare nuove nicchie per accogliere le urne.
L'ultima tomba scavata nel settore d'onore, nel 1981, è stata quella dell'attivista Borghild Hammerich, e non è previsto l'allestimento di nuove sepolture ma la conservazione del sito per memoria storica e culturale.
Alcune tombe furono modificate negli anni 1950 rimovendone le cornici in pietra per semplificare la manutenzione. Nel cimitero si trovano anche numerose lapidi monumentali, molte delle quali in tombe di famiglia usate da varie generazioni.
La Chiesa cattolica aveva uno stretto legame con il cimitero, poiché esso si trova direttamente a fianco dell'ex ospedale cattolico di Nostra Signora e degli uffici, degli edifici e della cattedrale della diocesi di Oslo. C'è infatti della terra riservata alla sepoltura dei sacerdoti cattolici e delle suore di San Giuseppe; tuttavia non è più usata da quando si è smesso di inumare le bare.
Nel settore orientale c'è un piccolo campanile con orologio. Non è mai stato usato nei funerali ma solo per scandire l'inizio e la fine della giornata lavorativa nel periodo in cui molti impiegati si prendevano cura del cimitero.

### Memoriale della marina di guerra

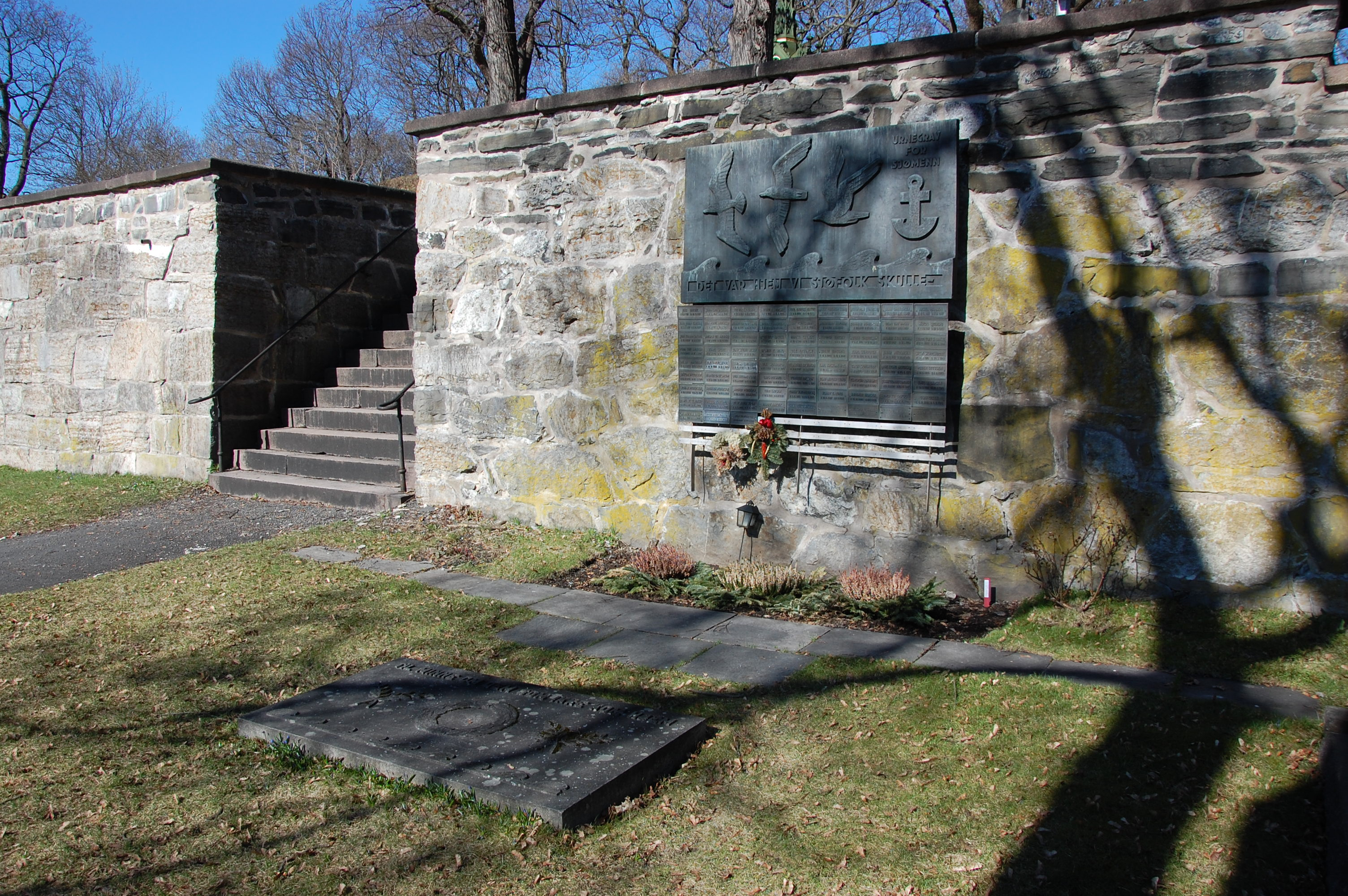
Memoriale della marina di guerra e urnario dei marinai

Nel settore meridionale si trova un memoriale della marina di guerra e un urnario per i marinai caduti. Il memoriale consiste in un rilievo bronzeo montato su una parete con varie targhe commemorative; queste ultime sono riferite all'urnario mediante una placca sul terreno. Il memoriale è allestito dall'Unione norvegese dei marinai.

### Vecchia cappella

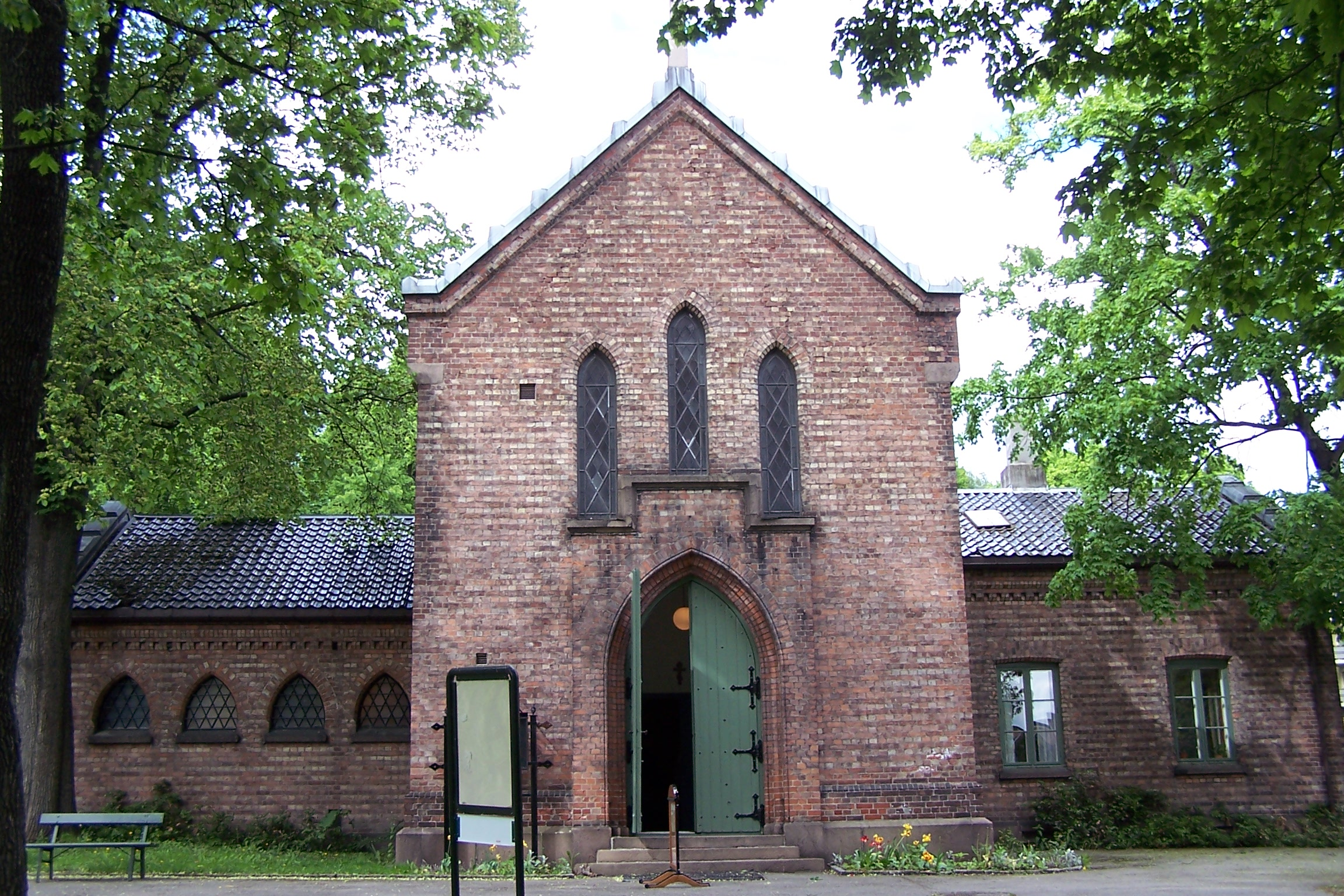
Vecchia cappella

La vecchia cappella del cimitero fronteggia Akersveien; fu posizionata nel 1864 e rimaneggiata a più riprese. Poiché le nuove sepolture nel cimitero sono molto rare, la cappella è stata assegnata alla congregazione ortodossa di Sant'Olga, che l'ha consacrata come Chiesa ortodossa del Salvatore.

## Sepolture notevoli

### Settore d'onore
- Bjørnstjerne Bjørnson, poeta

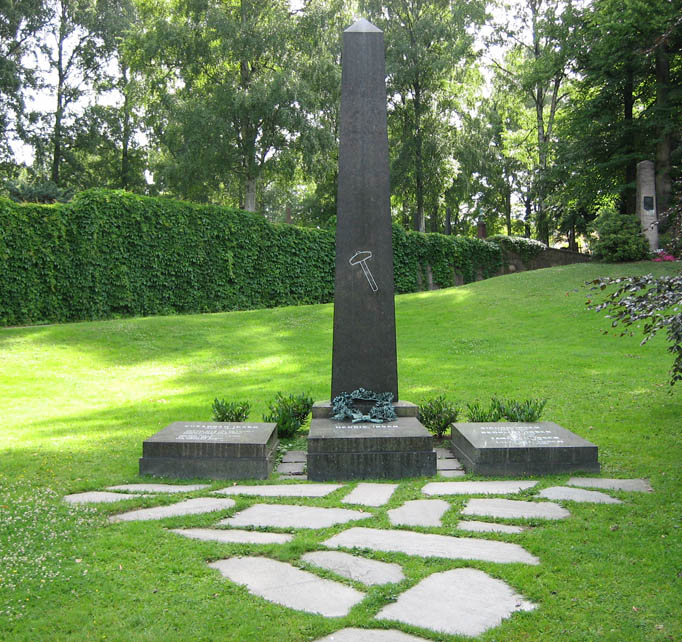
Tomba di Henrik Ibsen

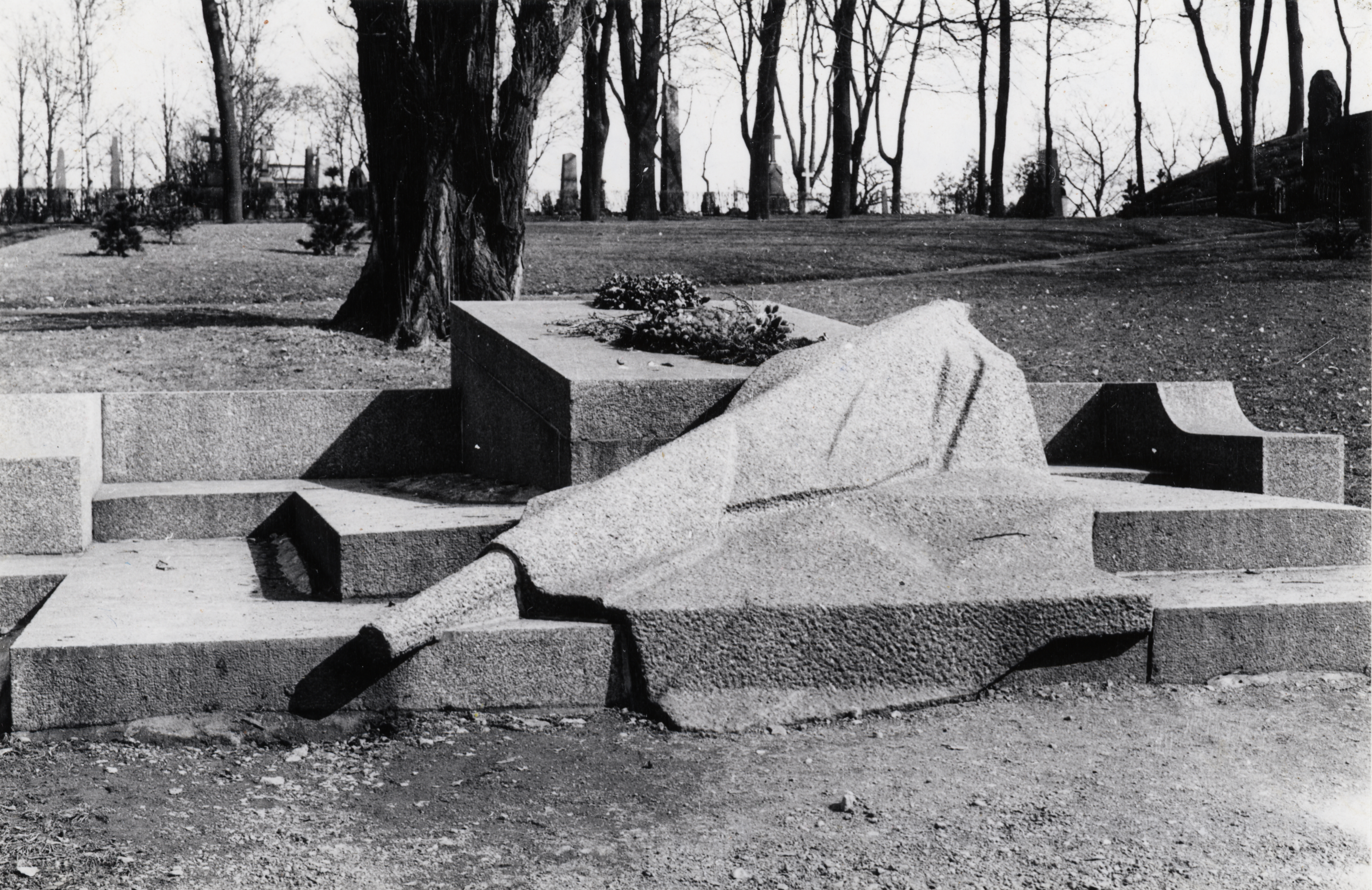
Tomba di Bjørnstjerne Bjørnson

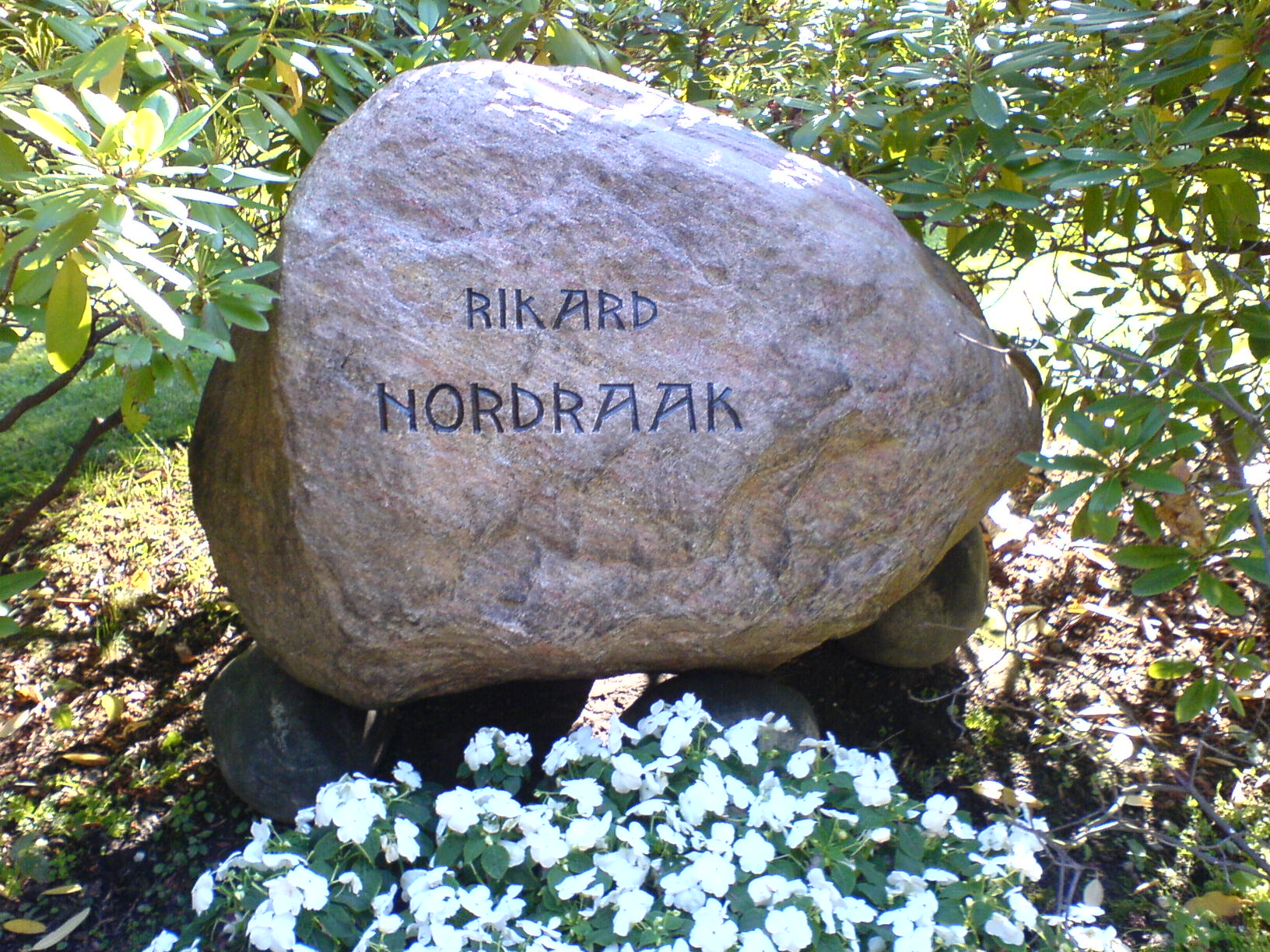
Tomba di Rikard Nordraak

- Bjørn Bjørnson, attore e direttore del Teatro nazionale
- Olaf Bull, poeta
- Niels Christian Ditleff, diplomatico
- Johanne Dybwad, attrice
- Klaus Egge, compositore
- Thomas Fearnley, pittore
- Hans Fredrik Gude, pittore
- Johan Halvorsen, compositore
- Carl Joachim Hambro, politico
- Borghild Hammerich, attivista
- Harald Viggo Hansteen, giurista e politico
- Kirsten Hansteen, politica
- Axel Heiberg, imprenditore
- Sigurd Hoel, scrittore
- Iver Holter, compositore e direttore d'orchestra
- Henrik Ibsen, drammaturgo
- Sigurd Ibsen, politico
- Bergliot Ibsen, cantante
- Tancred Ibsen, regista
- Lillebil Ibsen, attrice
- Ludvig Irgens-Jensen, compositore
- Christian Krohg, pittore, scrittore e giornalista
- Oda Krohg, pittrice
- Thorvald Lammers, compositore, cantante e direttore d'orchestra
- Jørgen Gunnarsson Løvland, politico
- Edvard Munch, pittore
- Rikard Nordraak, compositore
- Kaja Norena, cantante lirica
- Arnulf Øverland, scrittore
- Alf Prøysen, poeta
- Johan Severin Svendsen, compositore
- Johan Sverdrup, politico
- Marcus Thrane, sindacalista
- Martin Tranmæl, sindacalista
- Erik Werenskiold, pittore
- Rolf Wickstrøm, sindacalista
- Gisken Wildenvey, scrittrice
- Herman Theodor Wildenvey, poeta

### Settore ovest

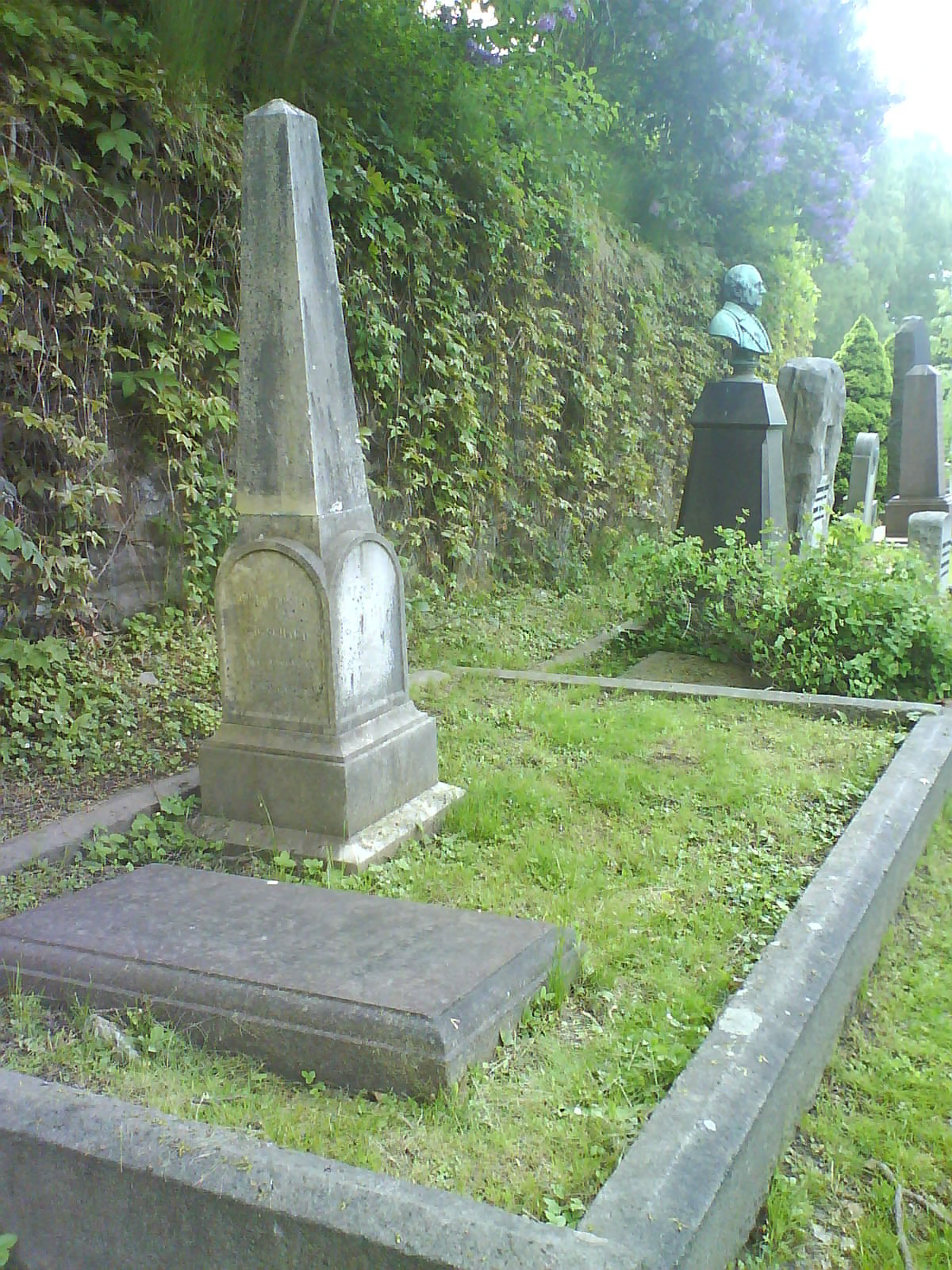
Tombe dei membri della famiglia Tostrup-Paus: il cippo con busto è del gioielliere Jacob Ulrich Holfeldt Tostrup

- Ole Jacob Broch, politico, fisico ed economista
- Waldemar Christopher Brøgger, geologo
- Bernhard Dunker, giurista
- Olaf Wilhelm Erichsen, giornalista e scrittore
- Wilhelm Christian Keilhau Fabritius, editore
- Henrik Groth, editore
- Laura Gundersen, attrice
- Conrad Langaard, imprenditore
- Sophus Lie, matematico
- Thorvald Meyer, imprenditore
- Agnes Mowinckel, attrice
- Peter Møller, farmacista
- Axel Otto Normann, regista teatrale
- Christopher Tostrup Paus, nobile
- Carl Abraham Pihl, ingegnere
- Ellef Ringnes, birraio
- Johannes Steen, politico
- Jan P. Syse, politiker
- Andreas Tofte, imprenditore e politico
- Oscar Torp, politico
- Christopher Tostrup, commerciante
- Jacob Ulrich Holfeldt Tostrup, gioielliere
- Johan Sebastian Cammermeyer Welhaven, poeta

### Settore sud
- Ivar Aasen, glottologo

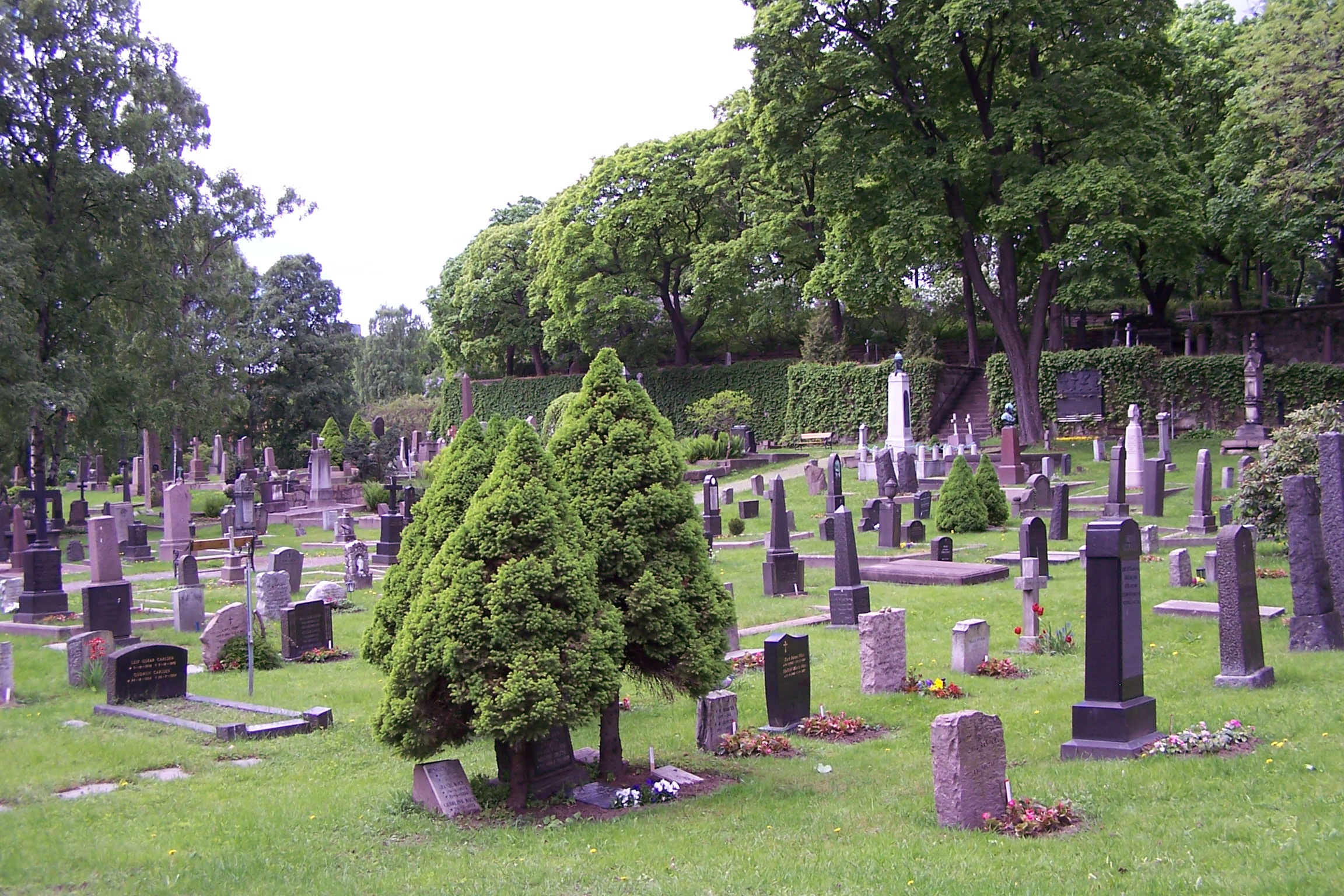
Settore sud

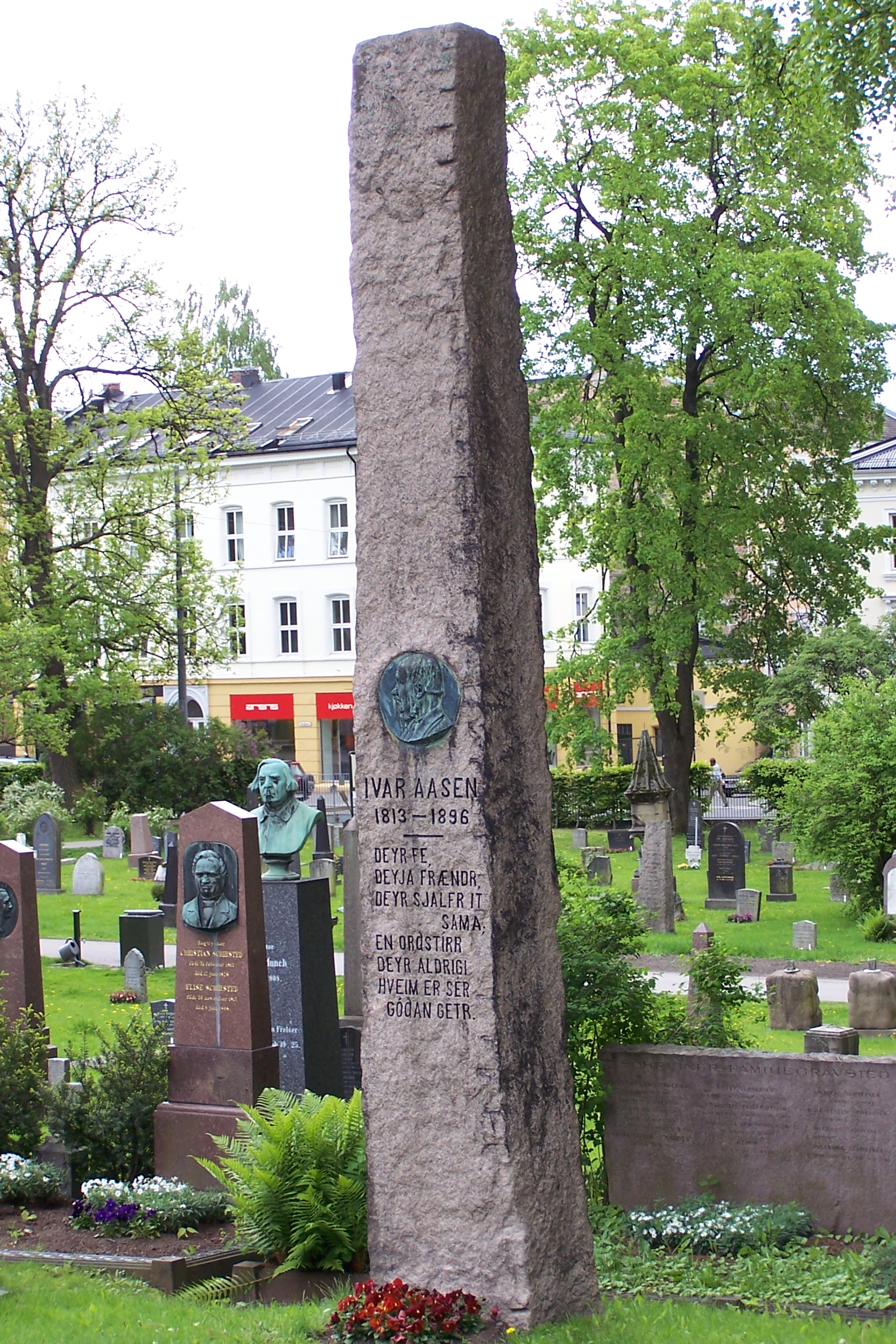
Tomba di Ivar Aasen

- Christian Birch-Reichenwald, politico
- Henrik Anker Bjerregaard, poeta
- Elias Blix, teologo e salmista
- Ragnvald Blix, caricaturista
- Matthias Numsen Blytt, botanico
- Jens Bratlie, politico
- Christian Zetlitz Bretteville, politico
- Christopher Bruun, religioso
- Johan Collett, politico
- Johan Gottfried Conradi, compositore e direttore d'orchestra
- Christian Adolph Diriks, magistrato
- Martin Richard Flor, botanico
- Fritz Heinrich Frølich, imprenditore
- Christian Henrik Grosch, architetto
- Heinrich August Grosch, incisore e pittore
- Aasta Hansteen, scrittrice e attivista
- Hans Abel Hielm, editore
- Jonas Anton Hielm, politico
- Marius Hægstad, linguista
- Gisle Johnson, teologo
- Rudolf Keyser, storico
- Halfdan Kjerulf, compositore
- Gina Krog, editrice e attivista
- Christian Krohg, politico
- Per Krohg, pittore
- Mads Ellef Langaard, birraio
- Frederik Motzfeldt, magistrato
- Peter Motzfeldt, militare
- Andreas Munch, poeta e drammaturgo
- Hartvig Nissen, educatore e filologo
- Christopher Frimann Omsen, avvocato
- Jens Rathke, zoologo
- Marcus Gjøe Rosenkrantz, politico
- Johan Ernst Sars, storico
- Georg Sars, zoologo
- Michael Sars, zoologo
- Amandus Schibsted, giornalista
- Christian Schibsted, editore
- Georg Sverdrup, linguista
- Mogens Thorsen, armatore

### Settore est
- Hans Jacob Aall, bibliotecario
- Theodor Abildgaard, politico

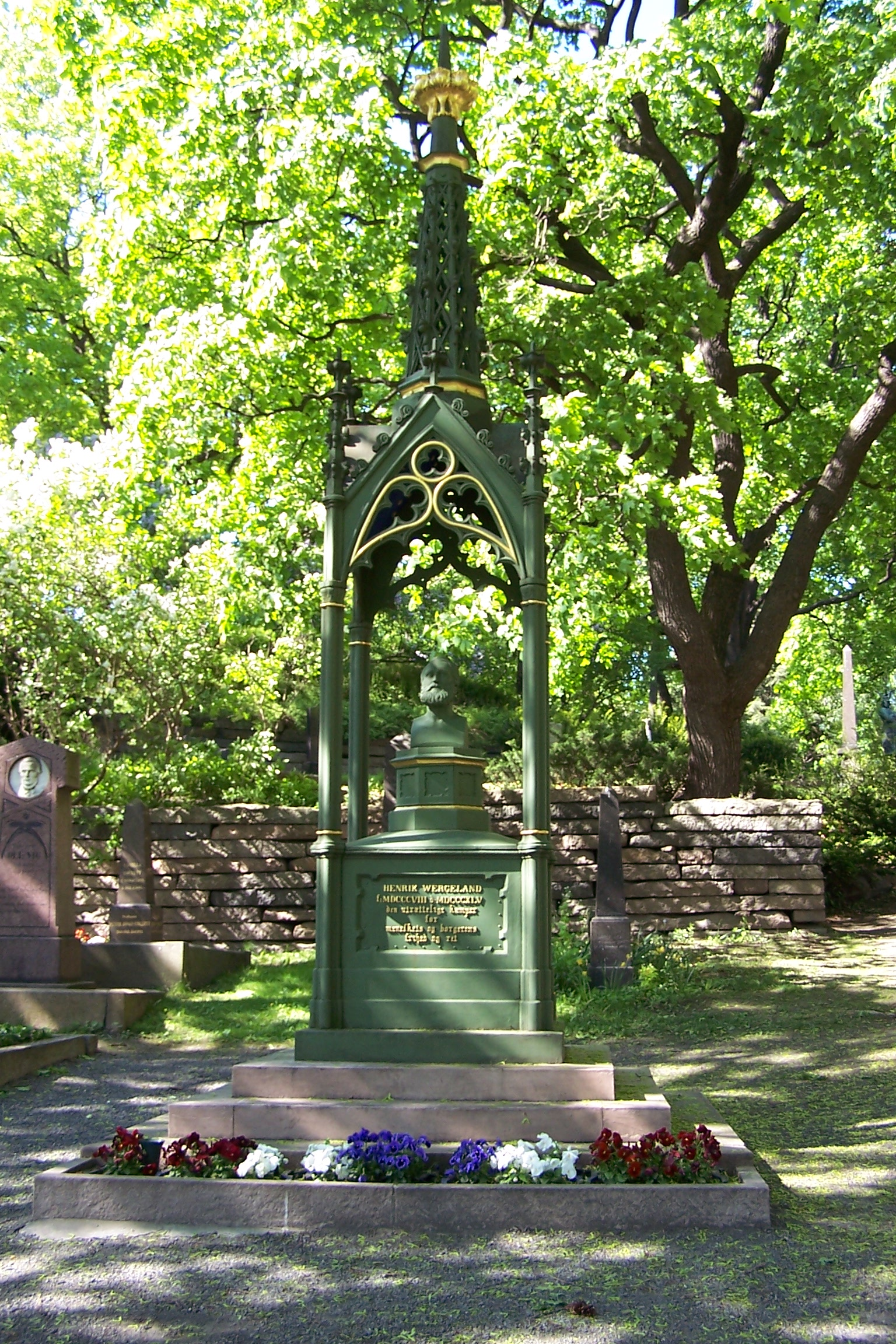
Tomba di Henrik Wergeland

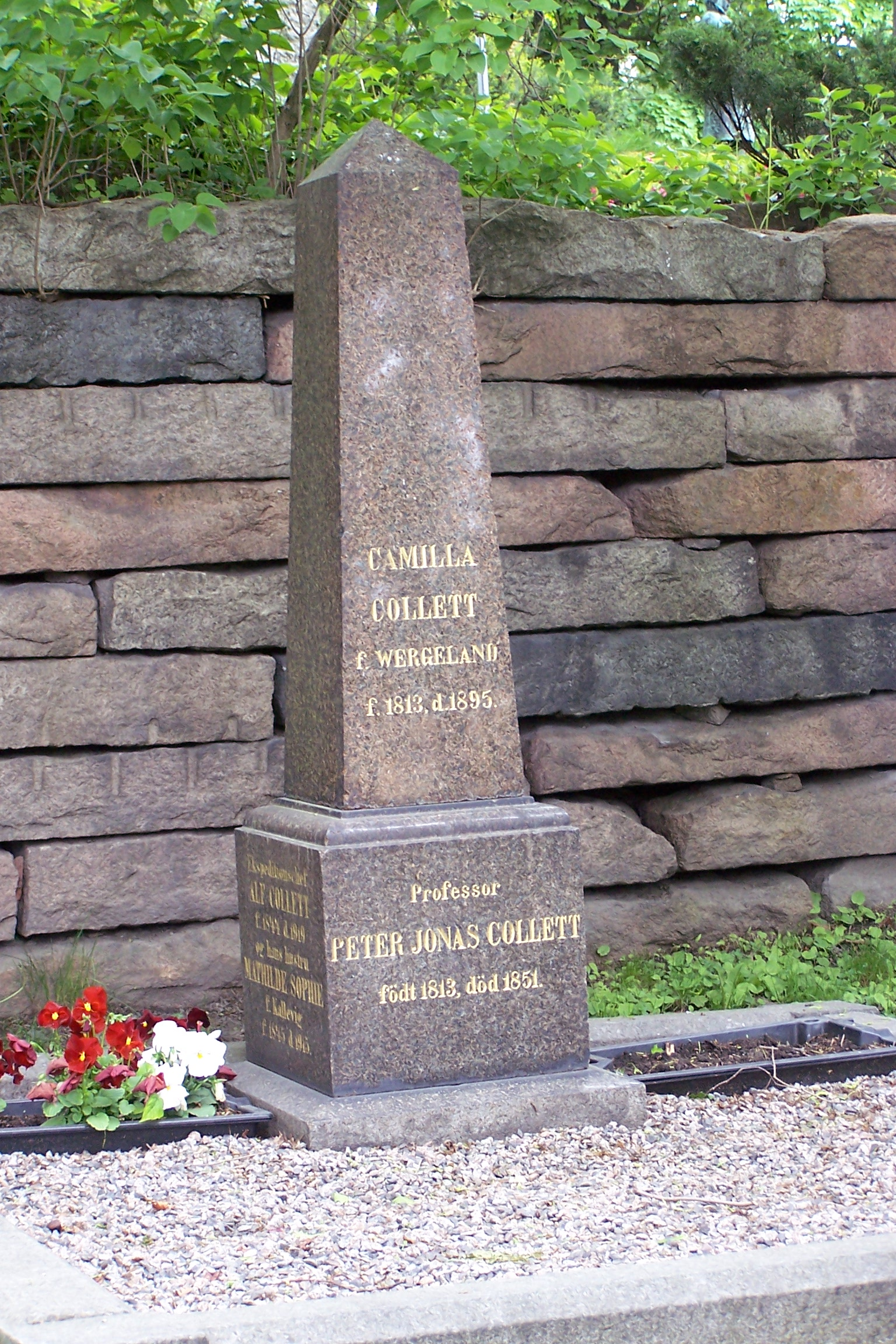
Tomba di Camilla e Jonas Collett

- Peter Christen Asbjørnsen, scrittore e naturalista
- Thomas Ball Barratt, predicatore
- Thomas Bennett, imprenditore
- Vilhelm Bjerknes, fisico
- Otto Blehr, politico
- Randi Blehr, attivista
- Oskar Braaten, scrittore
- Georg Andreas Bull, architetto
- Henrik Bull, architetto
- Camilla Collett, scrittrice
- Jonas Collett, politico
- Birger Eriksen, militare
- Carl Gustav Fleischer, militare
- Christian Friele, giornalista
- Knud Graah, imprenditore
- Agathe Backer-Grøndahl, pianista e compositrice
- Thomas Johannessen Heftye, imprenditore e politico
- Ludvig Karsten, pittore
- Ludvig Mathias Lindeman, organista e compositore
- Joachim Nielsen, musicista
- Ole Olsen, compositore
- Hjalmar Riiser-Larsen, aviatore
- Anton Martin Schweigaard, giurista e politico
- Christian Homann Schweigaard, politico
- Christian August Selmer, politico
- Johan Selmer, compositore
- Mathias Skeibrok, scultore
- Adolf Bredo Stabell, diplomatico
- Georg Stang, militare e politico
- Peter Severin Steenstrup, militare e uomo d'affari
- Rasmus Olai Steinsvik, giornalista
- Ole Vig, educatore
- Wilhelm von Hanno, architetto
- Henrik Wergeland, poeta

### Settore nord
- Harriet Backer, pittrice
- Eivind Berggrav, vescovo
- Brynjulf Bergslien, scultore
- Knud Bergslien, pittore

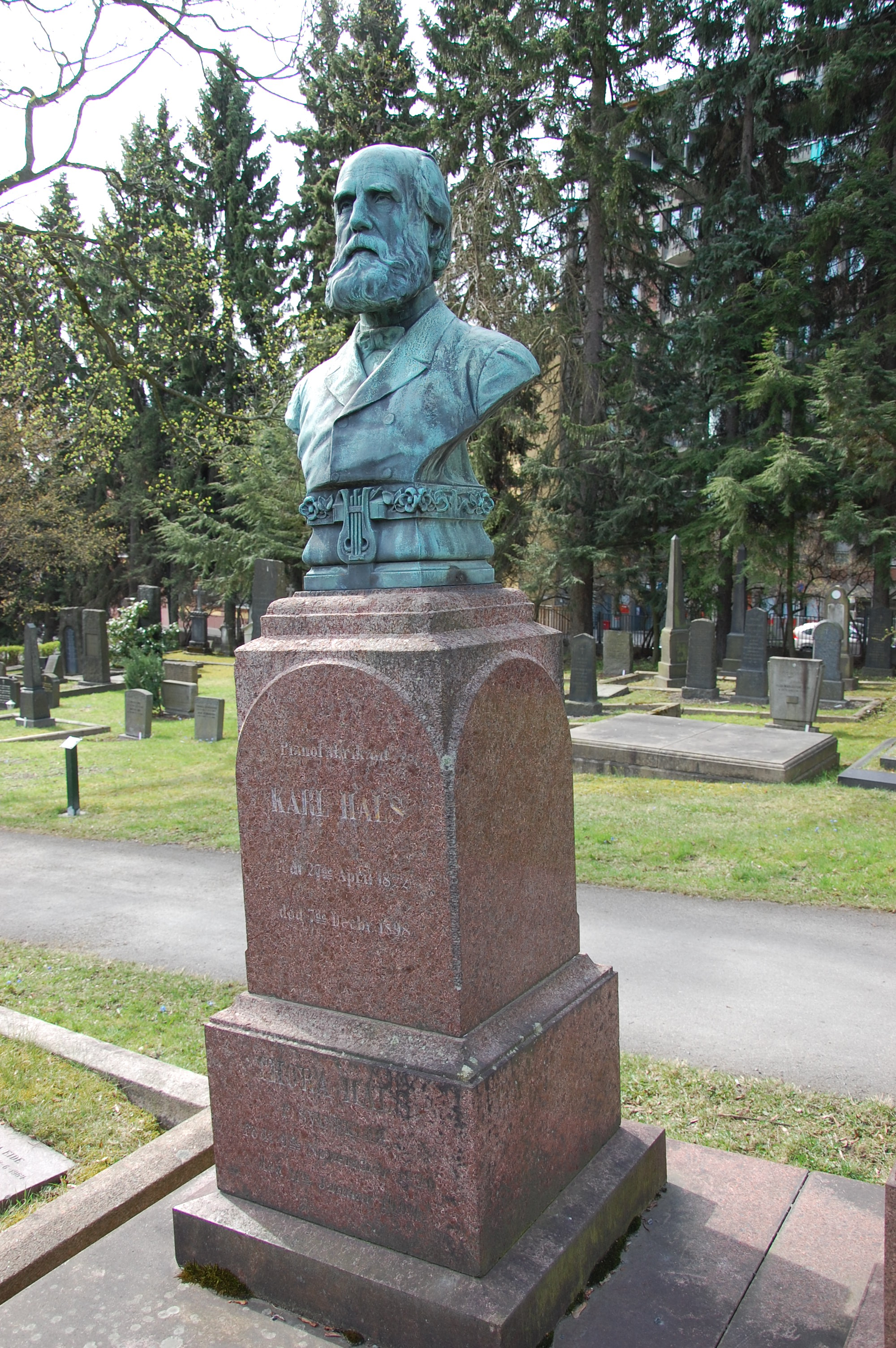
Tomba di Karl Hals

- Michael Birkeland, giurista e storico
- Alf Bjercke, imprenditore
- Kristine Bonnevie, biologa
- Sophus Bugge, filologo e linguista
- Francis Bull, storico della letteratura
- Lorentz Dietrichson, storico dell'arte e scrittore
- Frederik Due, politico
- Henrik Adam Due, violinista
- Mary Barratt Due, pianista
- Olaus Fjørtoft, giornalista
- Francis Hagerup, politico
- Karl Hals, imprenditore
- Henrik Anton Heltberg, pedagogista
- Kitty Kielland, pittrice
- Betzy Kjelsberg, politica
- Thomas Konow, militare
- Hans Hagerup Krag, ingegnere
- Magnus Brostrup Landstad, religioso e salmista
- Borghild Langaard, cantante lirica
- Nicolay Nicolaysen, archeologo
- Ragna Nielsen, pedagogista e attivista
- Erika Nissen, pianista
- Harald Nørregaard, avvocato
- Hans Arnt Hartvig Paulsen, commerciante
- Bernhard Cathrinus Pauss, teologo
- Henriette Pauss, pedagogista e giornalista
- Arnoldus Reimers, attore
- Johanne Regine Reimers, attrice
- Sophie Reimers, attrice
- Amund Ringnes, birraio
- Anna Rogstad, pedagogista e politica
- Evald Rygh, imprenditore e politico
- Christian Julius Schou, birraio
- Halvor Schou, imprenditore
- Olaf Schou, mecenate
- Anna Sethne, pedagogista
- Harald Sohlberg, pittore
- Eyolf Soot, pittore
- Emil Stang, politico
- Frederik Stang, politico
- Johan Storjohann, religioso
- Carl Struve, attore
- Johan Grundt Tanum, editore
- Sverre Udnæs, regista
- Ingvald Undset, archeologo
- Elisabeth Welhaven, scrittrice
- Wilhelm Andreas Wexels, teologo